# Obéron (personnage)
Pour les articles homonymes, voir Obéron.
Œuvres principales
- Huon de Bordeaux, XIIIe siècle
- Le Songe d'une nuit d'été, 1590

Obéron, ou Aubéron, est le roi des fées dans de nombreuses légendes médiévales.
Apparu dans la littérature dès le haut Moyen Âge (Huon de Bordeaux), Obéron est particulièrement connu comme personnage de William Shakespeare, dans Le Songe d'une nuit d'été (vers 1590). Il est présent dans de nombreuses autres œuvres, anciennes (Geoffrey Chaucer, Edmund Spenser, Christoph Martin Wieland, etc.) ou modernes.

## Légendaire mérovingien et germanique
Le nom germanique du personnage, Alberich (elbe, pluriel alp, pour « elfe » ; rich pour « roi ») renvoie à son statut de roi des elfes. Pour le philologue Gaston Paris,, il se confond à l'origine avec l'enchanteur Albéric qui, dans l'histoire légendaire des Mérovingiens, est le frère de Mérovée, l'ancêtre éponyme de la dynastie. Il conquiert pour son fils aîné Walbert la main d'une princesse de Constantinople.
Dans la Chanson des Nibelungen, le nain Alberich est le gardien du trésor souterrain des Nibelungen et le détenteur d'une cape qui rend invisible. Vaincu par Siegfried, il doit lui céder sa cape magique. Une autre épopée germanique, Ortnit, le dépeint comme le roi des nains, père du héros éponyme de l'œuvre.

## Huon de Bordeaux

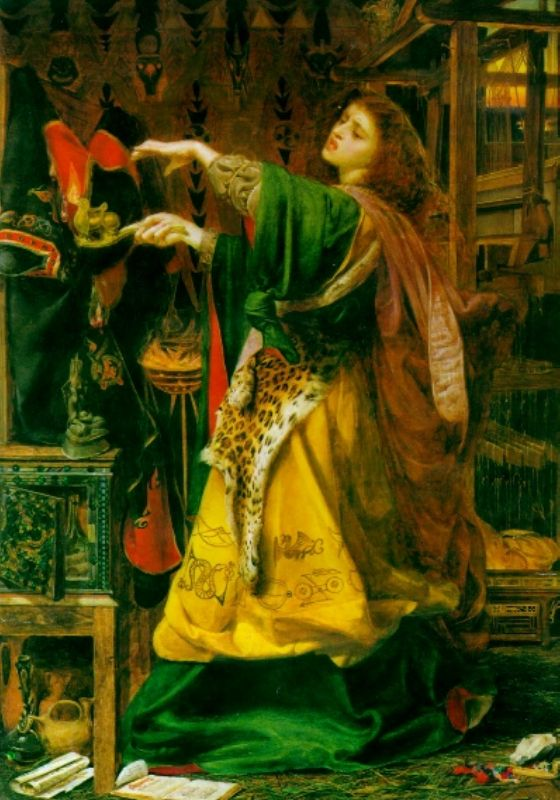
Morgan Le Fay, 1864, Anthony Frederick Sandys (Birmingham Art Gallery).

Le personnage d'Obéron est mentionné dans la littérature française dès la première moitié du XIIIe siècle. C'est un nain féerique qui aide le héros de la chanson de geste Les Prouesses et faitz du noble Huon de Bordeaux.
Quand Huon, fils du comte Seguin de Bordeaux, traverse la forêt où vit Obéron, il est mis en garde par un ermite. Mais sa courtoisie le conduit finalement à recevoir les salutations d'Obéron et obtenir ainsi son aide dans sa quête. Ayant tué Charlot, le fils de l'empereur (en se défendant), Huon doit visiter la cour de l'amir de Babylone et accomplir divers exploits pour obtenir le pardon. C'est seulement grâce à l'aide d'Obéron qu'il y réussit.
L'elfe apparaît : il est d'une taille de nain mais d'une grande beauté. Obéron explique que lors de son baptême, une fée offensée l'a condamné à cette petite taille — première mention d'une mauvaise marraine-fée. Quelque peu radoucie, elle lui aurait ensuite accordé en compensation la beauté. La taille de nain, cet aspect singulier issu de l'Alberich des Nibelungen, trouve ainsi une explication.
Le véritable Seguin était comte de Bordeaux sous Louis le Pieux en 839, et mourut en combattant les Normands en 845. Charles l'Enfant, fils de Charles le Chauve, mourut en 866 des blessures infligées par un certain « Aubouin », dans des circonstances similaires à celles du Charlot de l'histoire — un guet-apens.
Obéron apparaît donc dans l'imaginaire courtois français du XIIIe siècle, d'après une interprétation de faits historiques du IXe.
À ce personnage légendaire, il est donné quelques artefacts celtiques, telle une coupe magique (comparable au Saint Graal) qui reste toujours pleine pour le vertueux : « La coupe magique fournissait leur repas du soir ; son pouvoir était tel, qu'elle proposait non seulement du vin, mais aussi des aliments plus solides quand désirés », selon Thomas Bulfinch. Obéron est également présenté comme l'enfant de la fée Morgane et de Jules César.

## Le Songe d'une nuit d'été

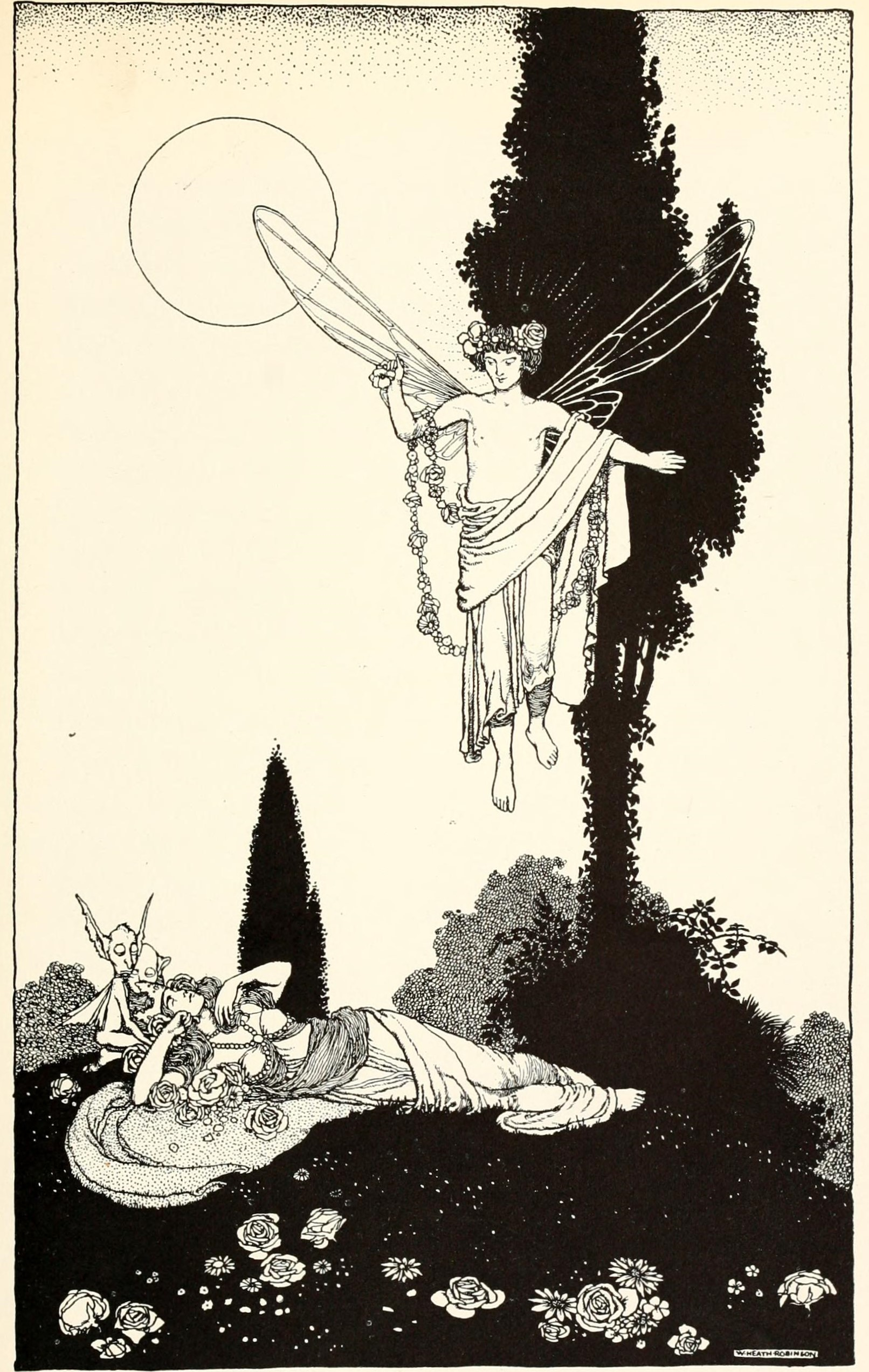
Illustration d'Obéron enchantant Titania de William Heath Robinson, 1914.

Shakespeare lut ou entendit vraisemblablement cette chanson de geste dans la traduction faite vers 1540 par Lord John Bourchier Berners, intitulée Huon de Burdeuxe. Dans son journal intime, Philip Henslowe note qu'une représentation de la pièce Hewen de Burdocize eut lieu le 28 décembre 1593.
C'est au cours de cette période que Shakespeare écrivit Le Songe d'une nuit d'été (A Midsummer Night's Dream).
Cette pièce de théâtre se situe en théorie dans l'Athènes antique, mais brouille en fait volontairement les repères temporels. Obéron est un personnage majeur de l'intrigue. En même temps qu'il gère sa dispute avec sa femme, la reine Titania, il intervient dans les histoires d'amour des jeunes Athéniens qui se sont aventurés dans la forêt pendant la nuit. Son intervention permet de voir à la fin de la nuit (et après des péripéties) deux couples amoureux, alors qu'au départ la situation semblait orienter les jeunes gens vers une issue tragique.
Obéron est un personnage puissant, mais n'intervient que peu physiquement, confiant les actions à son dévoué mais espiègle serviteur Robin, ou Puck.

## Autres références historiques

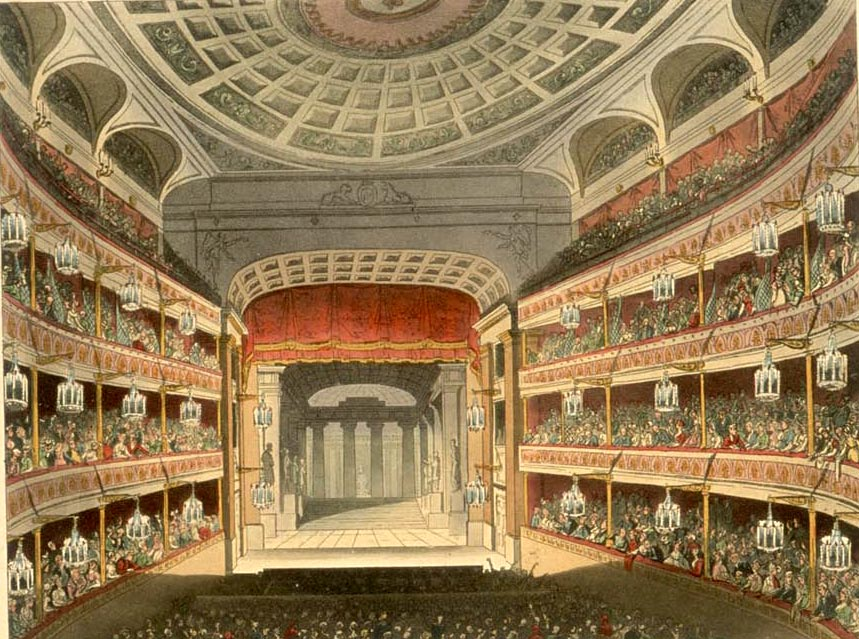
Royal Opera House (Covent Garden), vers 1809.

- L'abbé Joachim Vos fait de lui un fils de Clodion le Chevelu et un ancêtre agnatique de Charlemagne[7].
- Obéron est un personnage de The Scottish History of James IV (« L'Histoire écossaise de James IV »), une pièce écrite vers 1590 par Robert Greene.

- En 1610, Ben Jonson écrivit une mascarade, Oberon, the Fairy Prince (« Obéron, le Prince féerique »), qui fut représentée devant la cour par Henry Frederick Stuart, le prince de Galles, le jour du Nouvel An 1611.

- Obéron fait également partie du semi-opéra d'Henry Purcell, The Fairy Queen (1692), adaptation musicale du Songe d'une nuit d'été.

- Oberon est une épopée en quatre chants du poète allemand Christoph Martin Wieland, parue en 1780 et considérée comme son chef-d'œuvre. Ce poème a fourni la base du livret de l'opéra Oberon de Carl Maria von Weber.

- L'opéra Oberon, König der Elfen (musique de Paul Wranitzky et livret de Carl Ludwig Giesecke) fut représenté pour la première fois à Vienne en 1789. Après avoir été joué à de nombreuses reprises, notamment pour le couronnement de Léopold II à Francfort en 1791, il fut progressivement remplacé par l’Oberon de Carl Maria von Weber.

- Obéron et Titania sont les deux personnages principaux de l'opéra danois Holger Danske de 1789 (musique de F. L. Æ. Kunzen et livret de Jens Immanuel Baggesen).

- Goethe a repris les personnages d'Obéron et de Titania du Songe d'une nuit d'été de William Shakespeare, pour les introduire dans son Faust I, où le couple qu'ils forment est en train de fêter ses noces d'or.

- En 1826, l'opéra Oberon de Carl Maria von Weber (écrit d'après le poème de Christoph Martin Wieland) fut joué au Covent Garden de Londres.

- Le nom d'Obéron fut choisi pour nommer le satellite de la planète Uranus en 1847, en hommage à Shakespeare et à son personnage littéraire (les satellites de la planète Uranus ont été nommés d'après les personnages de Shakespeare et d'Alexander Pope).

- Oberon était un nom courant pour les familiers dans l'Angleterre des XVe et XVIe siècles.

## Références modernes

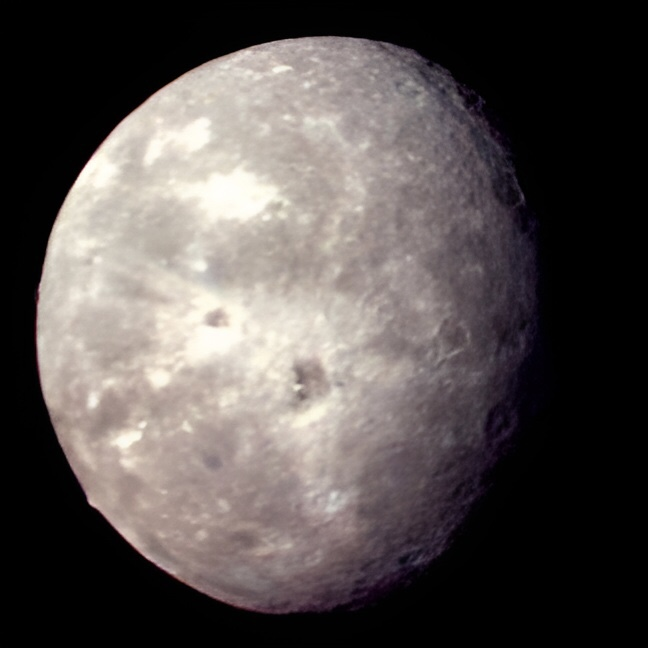
Obéron, lune d'Uranus